# San Isidro Labrador, San Pedro Yeloixtlahuaca
San Isidro Labrador är en ort i Mexiko.   Den ligger i kommunen San Pedro Yeloixtlahuaca och delstaten Puebla, i den sydöstra delen av landet, 180 km sydost om huvudstaden Mexico City. San Isidro Labrador ligger 1 148 meter över havet och antalet invånare är 508.
Terrängen runt San Isidro Labrador är kuperad åt sydost, men åt nordväst är den platt. San Isidro Labrador ligger nere i en dal. Runt San Isidro Labrador är det ganska tätbefolkat, med 58 invånare per kvadratkilometer. Närmaste större samhälle är Acatlán de Osorio, 11,0 km norr om San Isidro Labrador. I omgivningarna runt San Isidro Labrador växer huvudsakligen savannskog.